# Fernando de Andreis
Fernando de Andreis (Buenos Aires, 10 de enero de 1976) es un político argentino, perteneciente al partido Propuesta Republicana (PRO). Ocupó el cargo de Secretario General de la Presidencia de la Nación entre el 10 de diciembre de 2015 y el 10 de diciembre de 2019, durante la presidencia de Mauricio Macri.

## Biografía
Su padre falleció antes de nacer, su madre, Patricia Langan, se casó  con Juan Manuel Bordeu, quién lo crio junto con Ivonne Bordeu, primera esposa de Mauricio Macri. Probó ser corredor de autos, sin tener éxito alguno.
Su abuelo era Fernando de Andreis. 
En 2013 intentó ser presidente de River Plate de la mano de Mauricio Macri pero consiguió el 1.37 por ciento de los votos.En una causa paralela fue imputado por enriquecimiento ilícito junto su esposa, María Sol Ascanope, la exsubsecretaria de Comunicación Presidencial Fátima Micheo y su esposo.

### Carrera política
Su carrera política comenzó en la Fundación Creer y Crecer en 2002. Fue uno de los fundadores de la juventud del PRO. Asumió como Legislador de la Ciudad de Buenos Aires en 2007. En 2009 encabezó la lista de candidatos del PRO para la Legislatura de la Ciudad de Buenos Aires. Fue jefe del bloque de Propuesta Republicana desde 2011, y luego presidente de la Autoridad de Turismo de la Ciudad de Buenos Aires, cargo que asumió el 11 de diciembre de 2013. Fue jefe de campaña de Horacio Rodríguez Larreta para la Jefatura del Gobierno en 2015.Tras las elecciones presidenciales de 2015, fue nombrado Secretario General del presidente Mauricio Macri.
En 2019 fue convocado a declarar ante la justicia en la causa que investiga la responsabilidad penal en el hundimiento y posterior encubrimiento del ARA San Juan durante el gobierno macrista.
Ante la justicia de Andreis admitió que "todo lo que sucedía era tratado por Macri, Aguad y Peña"En 2019 fue denunciado por 
inconsistencias detectadas está la adquisición de un departamento de 2 millones de dólares ubicado en Barrio Parque, lavado de dinero agravado y otros delitos contra la administración pública 
Al ser llamado como testigo en la causa penal contra el Mauricio Macri, su ministro de Defensa Oscar Aguad y el entonces jefe de la Armada el macrista Marcelo Srur por los delitos de encubrimiento y estrago culposo y muerte de los 44 marinos. Los funcionarios fueron imputados junto con  un empresario relacionado con buques pesqueros ilegales que se habrían encontrado entre los días 9 y 20 de noviembre de 2017 en el sector donde desapareció el submarino.
Finalmente en Octubre de 2021 Mauricio Macri fue sobreseído de la causa. 